# Хмельницкий (Луганская область)
Хмельницкий (укр. Хмельницький) — посёлок, относится к Свердловскому (Должанскому) городскому совету Луганской области Украины. Находится под контролем самопровозглашённой Луганской Народной Республики.

## География
Ближайшие населённые пункты: город Свердловск на севере, сёла Ананьевка и Панченково на северо-востоке, посёлки Бирюково, Братское на юго-востоке, Должанское на юго-юго-востоке, сёла Карпово-Крепенское, Дарьино-Ермаковка, Астахово на юго-западе, посёлки Иващенко на западе, Калининский и село Кондрючее на северо-западе.

## Население
Население по переписи 2001 года составляло 618 человек.

## Общие сведения
Почтовый индекс — 94842. Телефонный код — 6434. Занимает площадь 0,91 км². Код КОАТУУ — 4412745702.

## Местный совет
94800, Луганская обл., Свердловский городской совет, пгт. Калининский, ул. Садовая, 21.